# Чокто (народ)
Чокто, иногда неверно чоктау, чоктавы (англ. Choctaw, самоназвание Chahta) — коренной народ США, изначально проживавший на юго-востоке (ныне штаты Миссисипи, Алабама и Луизиана). Язык чокто относится к маскогской семье.

## Название
Происхождение названия «чокто» (варианты транслитерации: Chahta, Chactas, Chato, Tchakta, Chocktaw), возможно, происходит от испанского слова «chato» (плоский), однако Джон Суонтон предполагает, что это было имя одного из вождей.

## История и современность

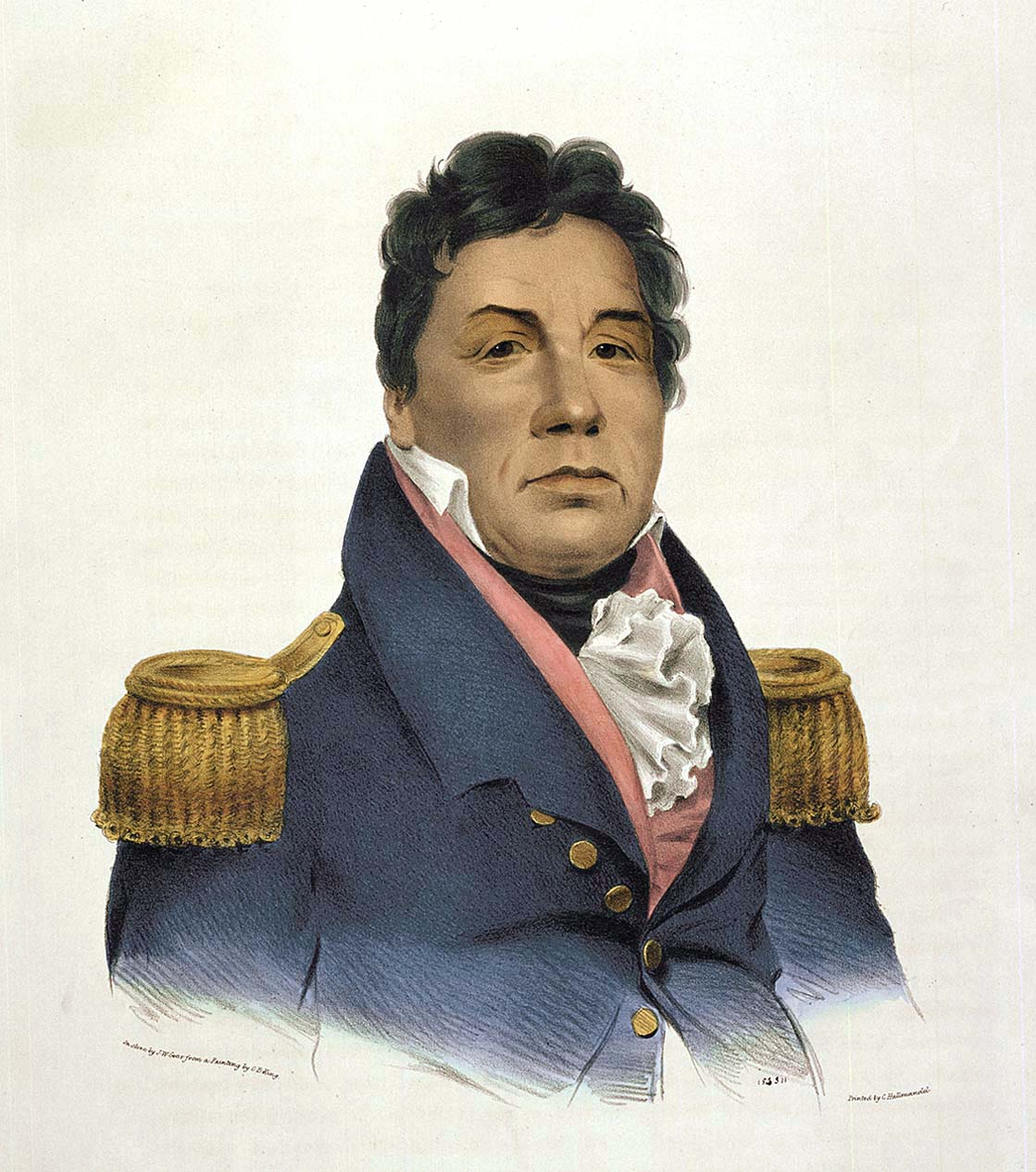
Пушматаха, вождь чокто и генерал США
1824, Смитсоновский музей американского искусства

Чокто входили в состав Миссисипской культуры, существовавшей в долине реки Миссисипи, и примыкали к Юго-восточому церемониальному комплексу. Предки чокто и чикасо могли быть связаны с политией вокруг Маундвиля в современной Алабаме. Центральным маундом чокто был Наних-Ваия. По мнению историка Уолтера Уильямса, первые испанские колонизаторы Северной Америки встречались с предками чокто. Поимённо народ впервые упоминается во французских письменных источниках 1675 года.

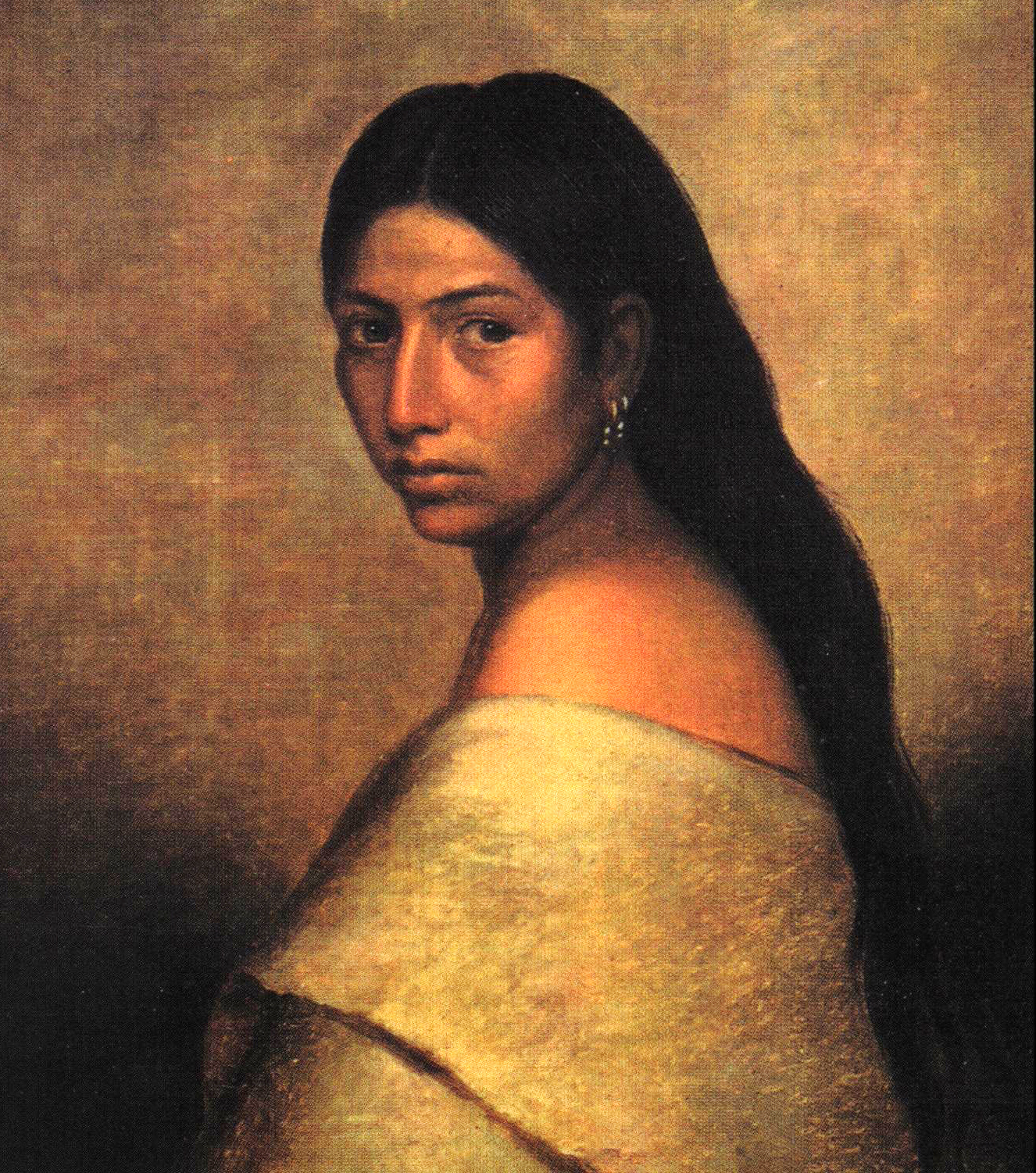
«Красавица из племени чокто»,
1850, художник П. Роумер.

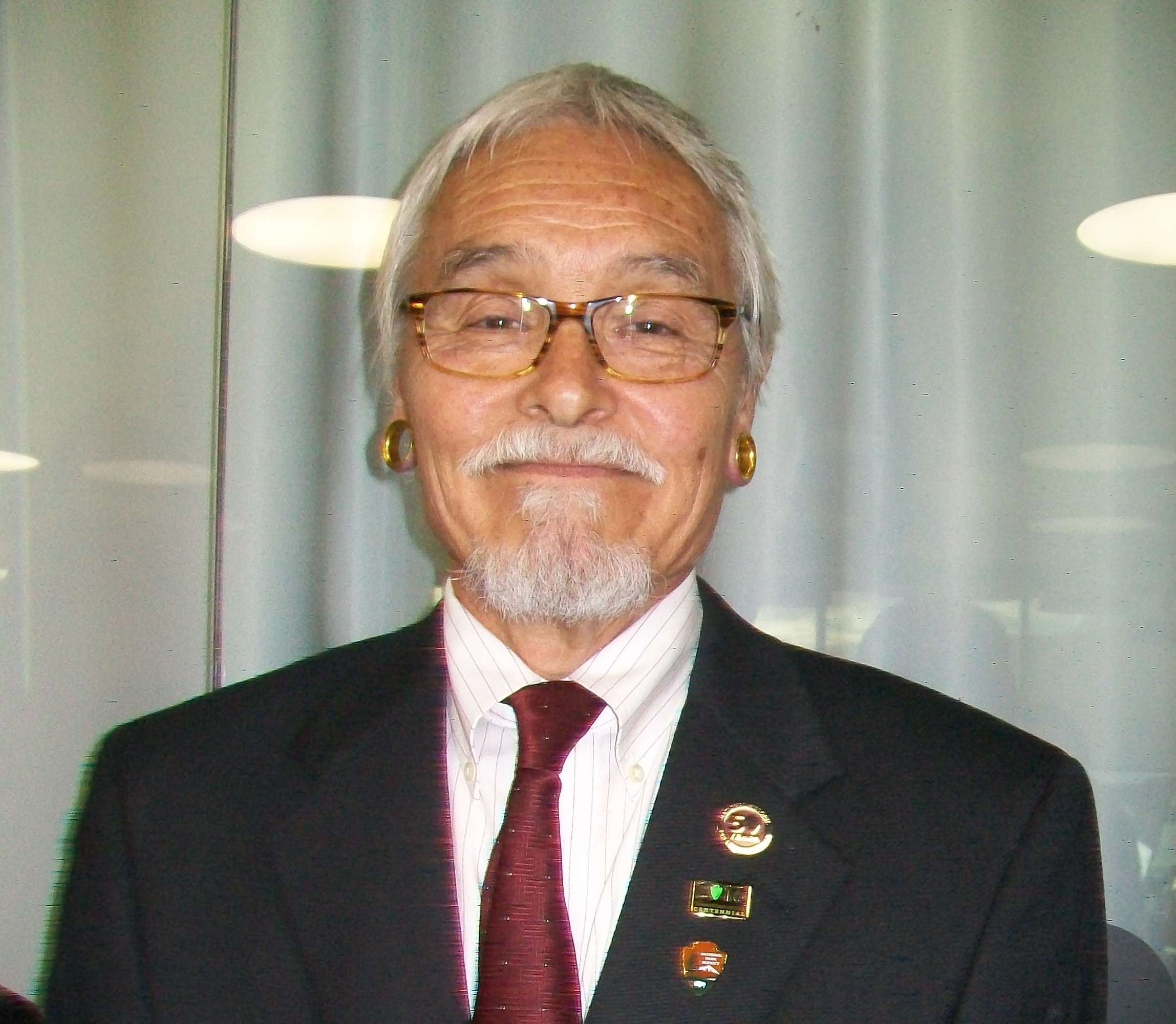
Джо Уоткинс, главный специалист по культурной антропологии и связям с коренными народностями Службы национальных парков США, представитель Нации Чокто (Оклахома) в Ельцин-центре, июнь 2017 года

В XIX веке чокто получили известность как одно из «Пяти цивилизованных племён», поскольку они усвоили многие культурные и технологические достижения европейских колонистов.
Хотя небольшие группы чокто проживают в штатах Алабама, Луизиана и Техас, официальное признание имеют Нация чокто штата Оклахома и Миссисипское племя индейцев-чокто.
Во время Американской революции большинство чокто поддержали сторонников независимости США. Они поддерживали Соединённые Штаты и во время Войны 1812 года и Войны красных палок, в частности в битве за Новый Орлеан.
Между США и чокто было заключено 9 договоров, из которых последние три были направлены на выселение чокто из земель к востоку от Миссисипи. Президент Эндрю Джексон повёл политику принудительного выселения индейцев (известного как Дорога слёз), причём первой жертвой его политики стало племя чокто, выселенное на территорию будущего штата Оклахома (за чокто последовали и остальные четыре «цивилизованных племени»).
В 1831 г., когда был ратифицирован Договор Ручья Танцующего Кролика, те чокто, что решили остаться на землях новообразованного штата Миссисипи, стали первой крупной неевропейской группой, получившей гражданство США. Чокто также захотели иметь представительство в Конгрессе США.
Однако до начала XX века миссисипские чокто подвергались дискриминации и выдавливанию из штата со стороны местного белого населения.
Расизм в отношении индейцев Миссисипи превосходил расизм в отношении чернокожих жителей США.
Отношение индейцев к вынужденному переселению и ассимиляции выражено в прощальном письме американскому народу вождя чокто Джорджа Харкинса.
В 1847 г. племя чокто оказало гуманитарную помощь ирландцам во время Большого голода в Ирландии (1845—1849), собрав $170 в помощь голодающим, за двадцать лет до основания Красного Креста. Во время Гражданской войны в США чокто, помня о принудительном выселении, поддерживали в основном конфедератов. После Гражданской войны миссисипские чокто перестали существовать как отдельное племя, тогда как оклахомские чокто, напротив, повели борьбу за своё признание как автономного образования.
Во время Первой мировой войны язык чокто использовался американскими радистами как естественный код. После Второй мировой войны среди чокто развилось промышленное производство, например кабельное. В настоящее время чокто владеют в Оклахоме и Миссисипи предприятиями в сфере игорного и гостиничного бизнеса, электроники, сохраняют свой язык и традиции.

## Литература

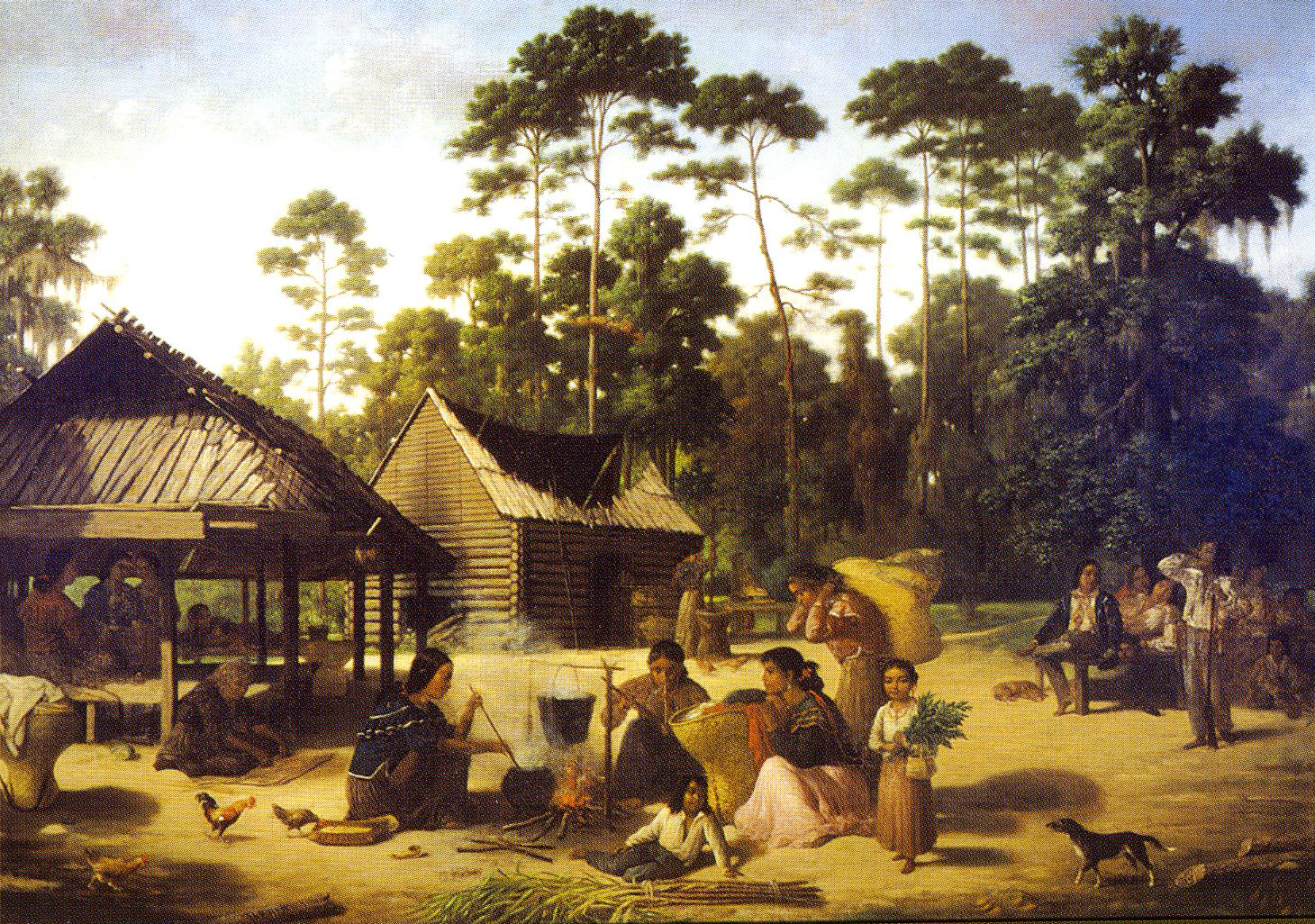
Деревня чокто около Чефункте. Художник Франсуа Бернар, 1869, Музей Пибоди, Гарвардский университет. Женщины готовят краситель для окраски тростниковой лозы, которая пойдёт на изготовление корзин